# Suco gástrico
O suco gástrico, produzido no estômago pelas glândulas gástricas, é um líquido claro que atua sobre as proteínas, transformando-as em pequenos polipeptídios, para que depois, no intestino delgado, esses polipeptídios sejam transformados em aminoácidos e sejam absorvidos. 
O suco gástrico  contém água, enzimas (a pré-enzima inativa pepsinogênio, em contato com o pH ácido, é modificada quimicamente para se tornar pepsina), sais inorgânicos, ácido clorídrico e uma quantidade mínima de ácido láctico. A sua função é transformar o alimento em quimo, proporcionando a digestão gástrica dos alimentos, principalmente das proteínas. 
O HCl presente no suco tem ação bactericida. Proporciona ainda o meio ácido ideal para a atuação das enzimas do suco, isto porque promove a redução do pH para valores abaixo de 2,5. 
O estômago produz cerca de um a dois litros de suco gástrico por dia.
Sendo os principais componentes além do HCl e do pepsinogênio: lipase, muco, HCO3-, somastostanina, histamina e fator intrínseco, sendo esse último importante pra a absorção da vitamina B12
1. 1 2  Aires, Margarida (2018). Fisiologia. Rio de Janeiro: Guanabara Koogan LTDA. p. 1386-1387